# Sinopoda minschana
Sinopoda minschana là một loài nhện trong họ Sparassidae. S. minschana được Ehrenfried Schenkel-Haas miêu tả năm 1936.